# Foulsapate marron
Hibiscus boryanus
Espèce
Classification phylogénétique
Le Foulsapate marron ou Mahot bâtard (Hibiscus boryanus) est une espèce de la famille des Malvaceae. C'est un arbuste ou de petit arbre endémique des Mascareignes. 
Il est présent à basse et à moyenne altitude, en forêt humide. Les fleurs peuvent être rouges ou orangées. C'est une espèce protégée, introduite dans d'autres pays et cultivée comme plante ornementale. 

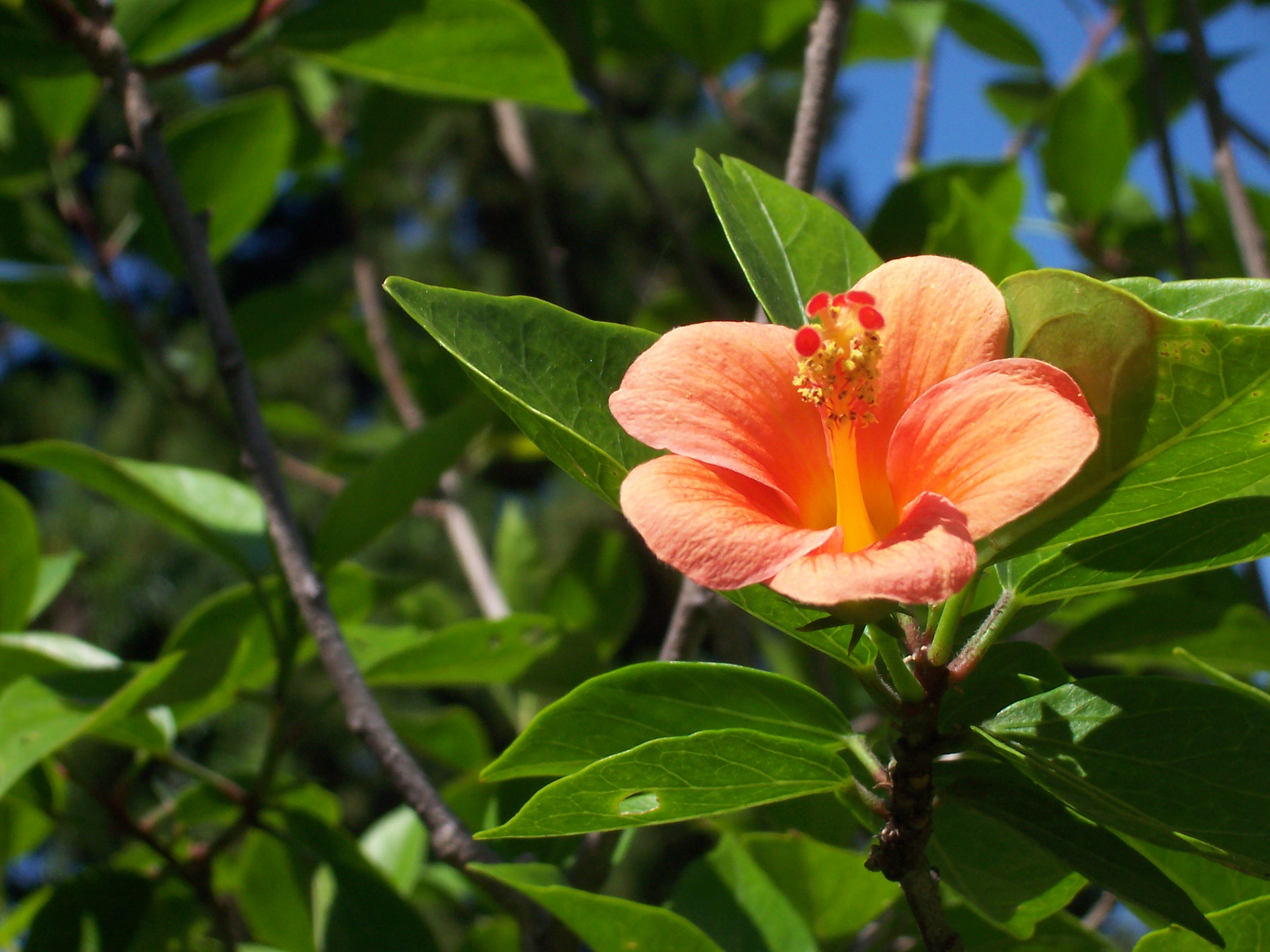
Fleur (variété orange).

## Synonymie
Selon l'INPN (17 sept. 2016) :
- Hibiscus androphoro-petaloides Fosberg
- Hibiscus festalis Salisb., 1796
- Hibiscus fragilis auct. non DC.
- Hibiscus rosa-sinensis L., 1753